# Antalieptė

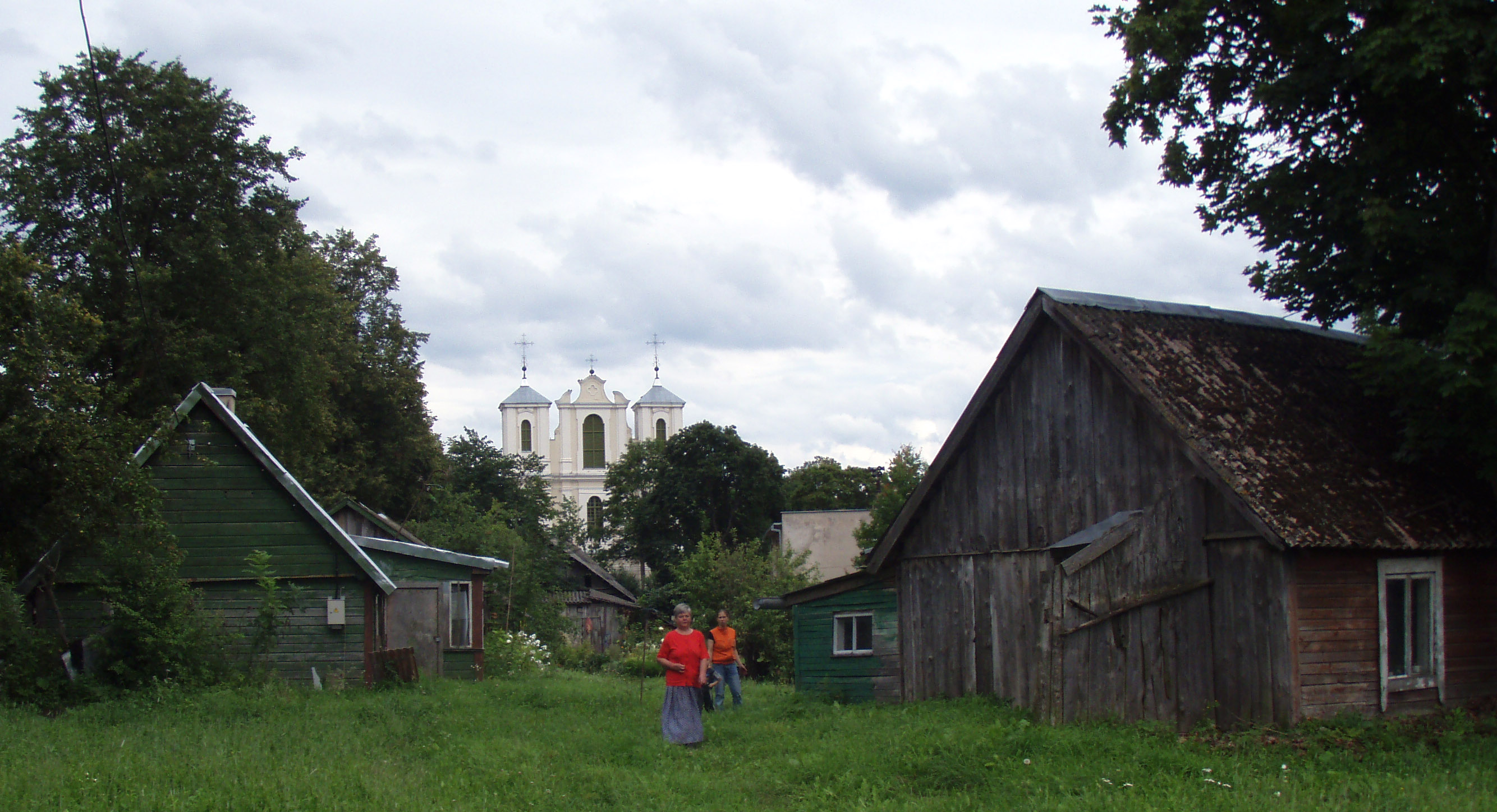

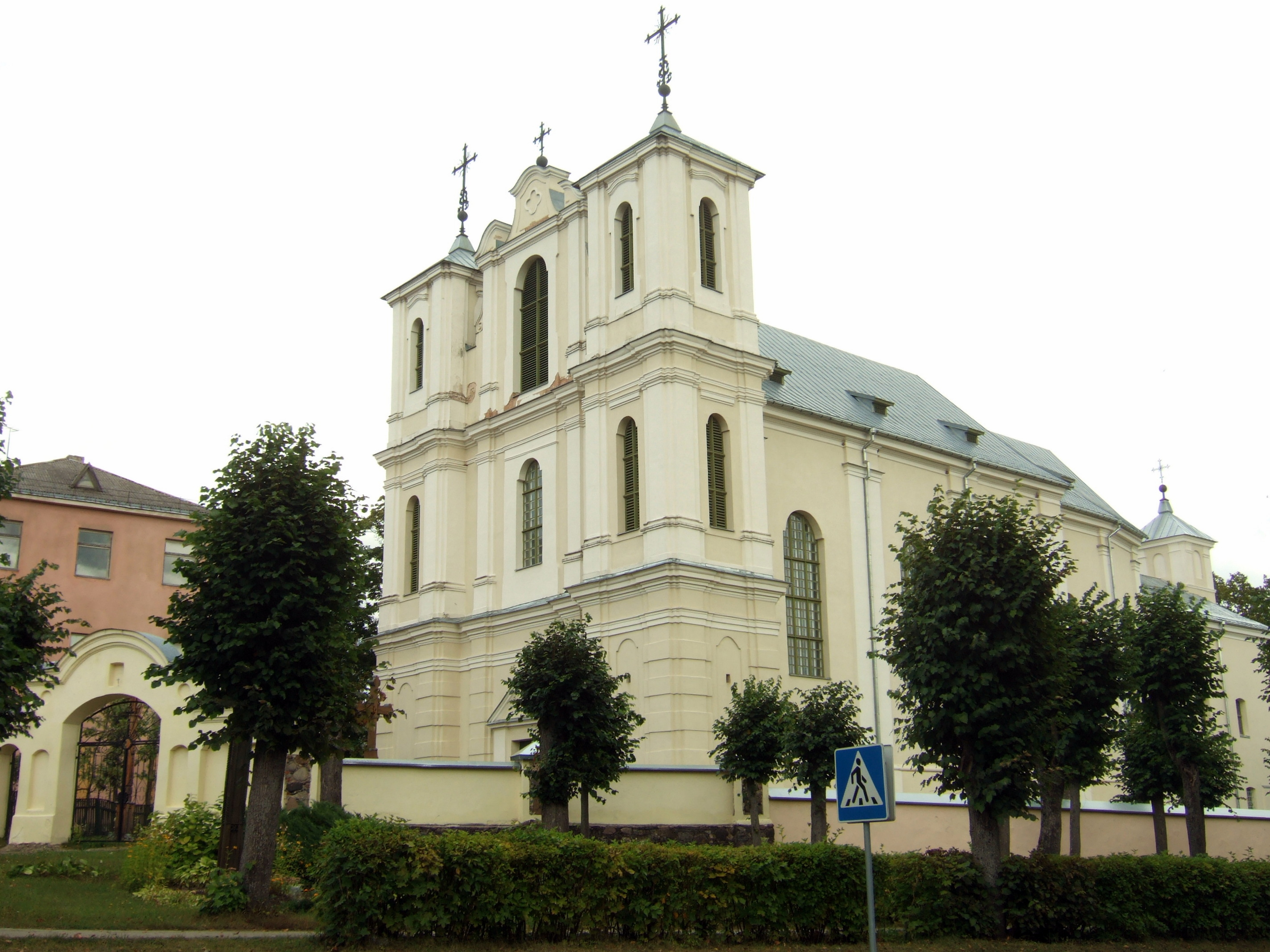
Katholische Kirche zur heiligen Kreuzauffindung

Antalieptė ist ein Städtchen mit 278 Einwohnern (2011) in der Rajongemeinde Zarasai in Litauen, an der Fernstraße KK178, am rechten Ufer der Šventoji.

## Geschichte
Antalieptė wurde 1600 urkundlich in den Akten des Gerichts des Powiats Ukmergė erwähnt und bekam 1675 das Marktrecht mit den damit verbundenen Privilegien. Damals wurde die erste Kirche in Antalieptė gebaut. Im 18. Jahrhundert kamen die Karmeliten und bauten das Kloster Antalieptė, die heutige Heiligkreuzkirche wurde 1763 geweiht. Nach dem Aufstand 1831 wurde die Kirche vorübergehend geschlossen. Im Kloster gab es eine Landwirtschaftsschule, ein Schulungskombinat; von 1920 bis 1962 ein Kinderheim (danach in Antazavė) und von 1958 bis 1976 ein Agrartechnikum. Wie viele litauische Städtn und Städtchen hatte der Ort eine starke jüdische Bevölkerung. Die bei Einmarsch der deutschen Wehrmacht verbliebenen Juden wurden fast vollständig im Holocaust ermordet.

## Personen
- Algimantas Puipa (*  1951),  Filmregisseur